# کارل جاکوب لوویگ
کارل جاکوب لوویگ (آلمانی: Carl Jacob Löwig؛ زاده ۱۷ مارس ۱۸۰۳ درگذشته ۲۷ مارس ۱۸۹۰) یک دانشمند در زمینه شیمی اهل آلمان بود.